# Victor Apostolache
Victor Apostolache, (n. 20 iulie 1946 – d. 10 decembrie 2004), a fost un senator român în legislaturile 1992-1996, 1996-2000 și 2000-2004 ales în județul Prahova pe listele partidului FDSN și PDSR. În cadrul activității sale parlamentare, Victor Apostolache a fost membru în grupurile parlamentare de prietenie cu Republica Ecuador și Regatul Spaniei în legislatura 1996-2000 și în grupurile parlamentare de prietenie cu Regatul Spaniei și Republica Argentina în legislatura  2000-2004.  În legislatura 1992-1996, Victor Apostolache a fost membru în comisia pentru agricultură, silvicultură și dezvoltare rurală (din noi. 1993) și în comisia pentru muncă, familie și protecție socială. În legislatura 2000-2004, Victor Apostoloche a inițiat 9 propuneri legislative din care 5 au fost promulgate legi.
Victor Apostolache a fost agronom de profesie. Victor Apostolache a decedat după ce a căzut de la etajul 6 de la Hotelul București. Concluzia Procuraturii a fost că Victor Apostolache s-a sinucis.